# Agnes Friesinger
Agnes Friesinger (* 27. Oktober 1984 in Bad Reichenhall) ist eine ehemalige auf Kurzstrecken spezialisierte deutsche Eisschnellläuferin.

## Leben und Karriere
Agnes Friesinger gehört zu einer weltbekannten Eislauffamilie. Ihre Eltern sind die polnische Olympiateilnehmerin Janina Korowicka und der deutsche Teilnehmer an Juniorenweltmeisterschaften Georg Friesinger. Am bekanntesten ist ihre Schwester Anni Friesinger-Postma, die dreifache Olympiasiegerin, aber auch ihr Bruder Jan Friesinger betrieb bis 2010 professionell Eisschnelllauf. Sie startete wie ihre Schwester für das Team Inzell.
Agnes Friesinger debütierte im Dezember 2005 beim Weltcup auf ihrer Heimstrecke in Inzell. Nach zwei Platzierungen unter den ersten 15 am ersten Tag (über 500 und 1000 Meter), lief sie am folgenden Tag auf den sechsten (500 Meter) und siebten (1000 Meter) Platz. Durch weitere Platzierungen unter den ersten zwanzig im folgenden Weltcup in Collalbo konnte sie sich für das Saisonfinale in Heerenveen über 1000 Meter qualifizieren. Ihr Saisonbeginn 2006/07 verlief weniger erfolgreich, woraufhin sie zunächst in den B-Weltcup zurückgestuft wurde. Im Dezember 2007 beendete Friesinger ihre Karriere. 2011 lebte sie mit ihrem Freund, dem ehemaligen finnischen Eisschnellläufer Risto Rosendahl, in Finnland.